# Halticus pusillus
Halticus pusillus  (лат.) — вид клопов из семейства слепняков. Распространён от Европы до Якутской области и в Амурской области. Длина тела имаго 2—3 мм. Голова полностью чёрная. Все тазики и все бёдра, кроме вершин, чёрные. Крылья всегда развиты. Имаго встречаются с середины июля по середину августа. Особи питаются на подмареннике.